# کوئیلرویل (نیویورک)
کوئیلرویل (به انگلیسی: Cuylerville) یک منطقهٔ مسکونی در ایالات متحده آمریکا است که در شهرستان لیوینگستون، نیویورک واقع شده‌است. کوئیلرویل ۲۹۷ نفر جمعیت دارد و ۱۷۴٫۰۴ متر بالاتر از سطح دریا واقع شده‌است.